# Intrigue
Pour les articles homonymes, voir Intrigue (homonymie).

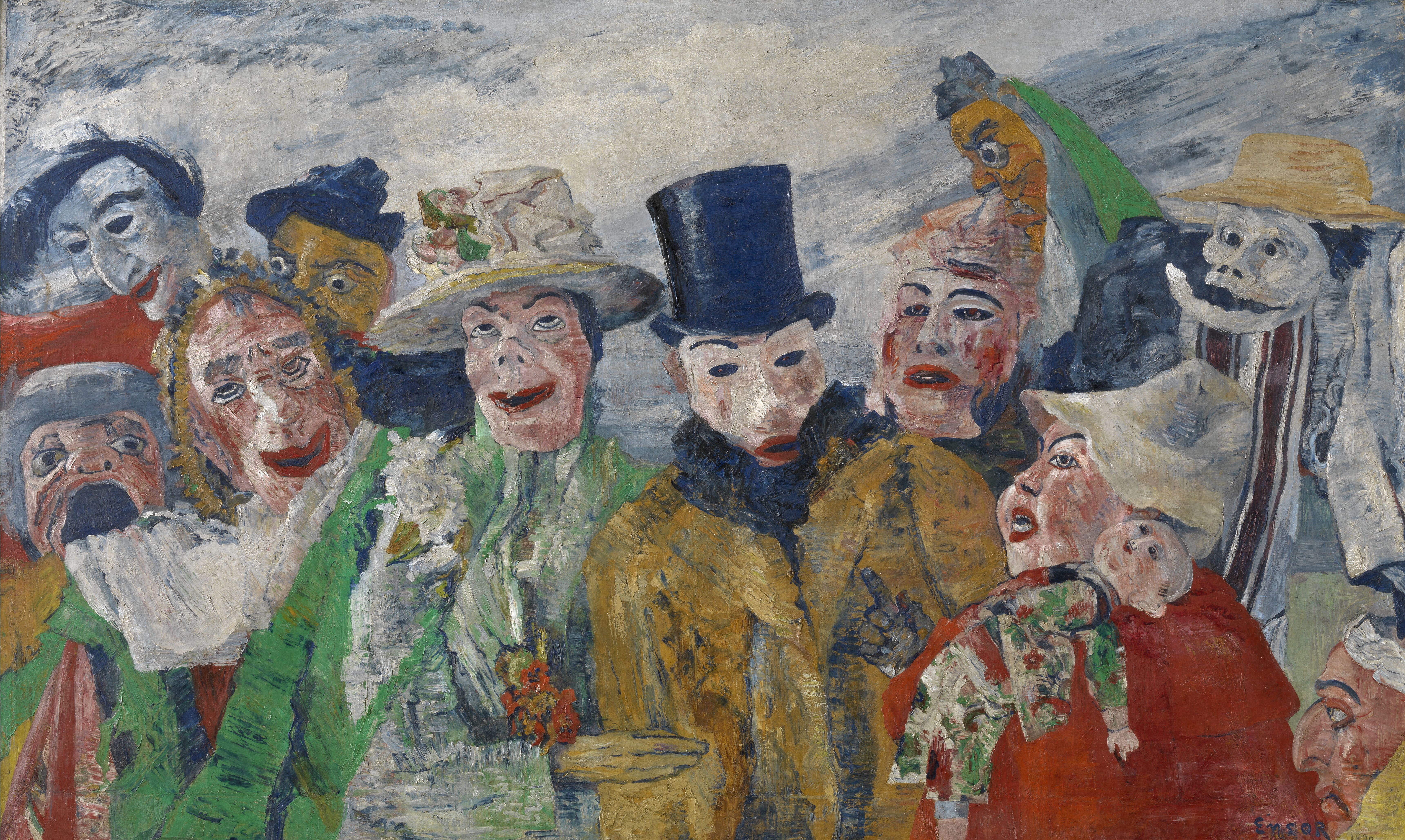
L'Intrigue, tableau de James Ensor (1890).

L’intrigue, de l'italien intrigo (« complication, embrouillement, imbroglio ») est l'ensemble des évènements et des faits qui constituent un récit.
Dans une pièce de théâtre, l’intrigue est l’énonciation de l’histoire ou des événements qui vont se dérouler. C’est la combinaison des circonstances et des incidents qui forment le nœud même de l’action, qui la suspendent et menacent de l’arrêter ou de la détourner du but marqué, jusqu’à ce que le dénouement l’y ramène d’une façon inattendue et la précipite.

## Étymologie
Le mot a longtemps été prononcé intrique. Au XVIIe siècle, Corneille écrit : 

« ... Mais enfin ces pratiques

Vous peuvent engager en de fâcheux intriques, »

— Pierre Corneille, Le Menteur, Acte I, scène VI.